# Vysočany (Prague)
Vysočany (en allemand Wissotschan) est un quartier pragois situé dans le centre de la capitale tchèque, appartenant à l'arrondissement de Prague 9, d'une superficie de 606,8 hectares est un quartier de Prague. En 2018, la population était de 16 639 habitants.
La ville est devenue une partie de Prague en 1922.